# Filippo Quattrocchi
Filippo Quattrocchi (* 13. Februar 1738 in Gangi; † 1813 in Palermo) war ein Holzbildhauer des Spätbarock auf Sizilien.

## Leben
Quattrocchi war der zweitgeborene Sohn des Gandolfo Santo Quattrocchi und der Rosalia Nicosia, einer Schwester der Maler und Kupferstecher Nicola und Giovanni Nicosia, die in Gangi die Decke der Kirche Santa Maria Catena bemalten. Aus den Taufbüchern der Gemeinde Gangi geht hervor, dass er einen Bruder Giuseppe Filippo hatte, der am 8. Oktober 1734 geboren wurde. Aufgrund des Zweitnamens „Filippo“ wurde er teilweise mit dem Bruder verwechselt. Der Vater Gandolfo Quattrocchi soll am 10. November 1747 angegeben haben, dass der Erstgeborene Sohn Giuseppe zu diesem Zeitpunkt 12 und der Zweitgeborene Sohn Filippo 9 Jahre alt war.
Seine künstlerische Grundausbildung erhielt er in der Werkstatt seiner beiden Onkel mütterlicherseits und durch den Maler Vito D’Anna. 1761 ging er nach Palermo, wo er zunächst in der Werkstatt von Vito D’Anna, und später eigenständig Holzfiguren schuf, die er selbst in Tempera fasste. Die meisten seiner zahlreichen Werke befinden sich in Gangi. Sein ältester Sohn Francesco (1770–1861) führte nach dem Tod des Vaters die Werkstatt weiter. Der jüngere Sohn Alberto (1784–1811) war in Rom ein Schüler von Antonio Canova.

## Werke in Gangi
- Madonna del Rosario mit dem Heiligen Dominikus (1761–1764)
- Hölzernes Chorgestühl in der Chiesa Madre (1771)
- Madonna della Catena
- Madonna del Carmelo
- Mariä Verkündigung
- Madonna mit Kind
- Kreuzigung in der Chiesa di Santa Maria del Gesù
- San Vito (Heiliger Veit)
- San Luigi Gonzaga (1811)
- Angelo custode (Schutzengel) von 1812
- San Gaetano
- Jesusknabe
- Apostel Philippus (1813)
- Sant’Eligio vescovo (Heiliger Bischof Eligius)

## Werke in anderen Orten (Auswahl)
- San Teodoro (Sizilien): San Gaetano in der Chiesa Madre
- Buscemi (Sizilien): Schmerzensmutter (1732) in der Chiesa Nativà di Maria Santissima
- Villalba (Sizilien): Heiligen Josef
- Termini Imerese: Immacolata in der Kathedrale
- Petralia Soprana: Josef mit dem Jesusknaben, Martyrium des Heiligen Stephanus und der Heilige Veit
- Polizzi Generosa: Gnadenmadonna, Immacolata und Josef mit dem Jesusknaben
- Campobello di Licata: Madonna del Carmelo
- Castronovo di Sicilia: Madonna Immacolata, Statuen der Heiligen Josef und Calogero
- Nicosia: Assunta (1797) und Salvator Mundi
- Ciminna: Salvator Mundi, Der Auferstandene (1797) und Martyrium des Apostels Andreas (1796–98) und Heiliger Nikolaus von Bari in der Kathedrale
- Motta d’Affermo: Schmerzensmutter
- Alcamo: Kreuzigung
- Milazzo: Der Heilige Franz von Paola im Santuario San Francesco di Paola, Heiliger Josef in der  Chiesa San Giuseppe, Heiliger Vinzenz Ferrer in der Chiesa Nostra Signora del Santo Rosario und Martyrium des Heiligen Stephanus (1784/86)
- Castelbuono: Der Auferstandene (1801)
- Capizzi: Heiliger Nikolaus von Bari in der Chiesa Madre (1807)
- Caltavuturo: Heiliger Benedikt von Nursia und Josef mit dem Jesusknaben
- Montemaggiore Belsito: San Calogero